# 八木倍年説
八木倍年説（やぎばいねんせつ）とは、八木荘司の神話上の天皇（大王）の実在を主張する説。決定的とは認知されていない説だが、『魏略』には現在の半年を当時の日本が一年として数えていたという『倍年説』を基に歴史を再計算しその結果、神武天皇の即位は西暦181年であり、寿命は127歳の半分の63歳であったと主張している。これに伴い、神武天皇以後の歴代天皇の寿命や在位期間も半分となる。但し、どの時期の天皇までに倍年説をあてはめるかで信頼性は変化する。実際、八木の提唱した倍年説は、かなり彼の思想が深く、一般的な倍年説とも大きな隔たりがあるように思われる。